# Paramochtherus badghysicus
Paramochtherus badghysicus är en tvåvingeart som beskrevs av Pavel Lehr 1986. Paramochtherus badghysicus ingår i släktet Paramochtherus och familjen rovflugor.
Artens utbredningsområde är Turkmenistan. Inga underarter finns listade i Catalogue of Life.